# Aplemonini

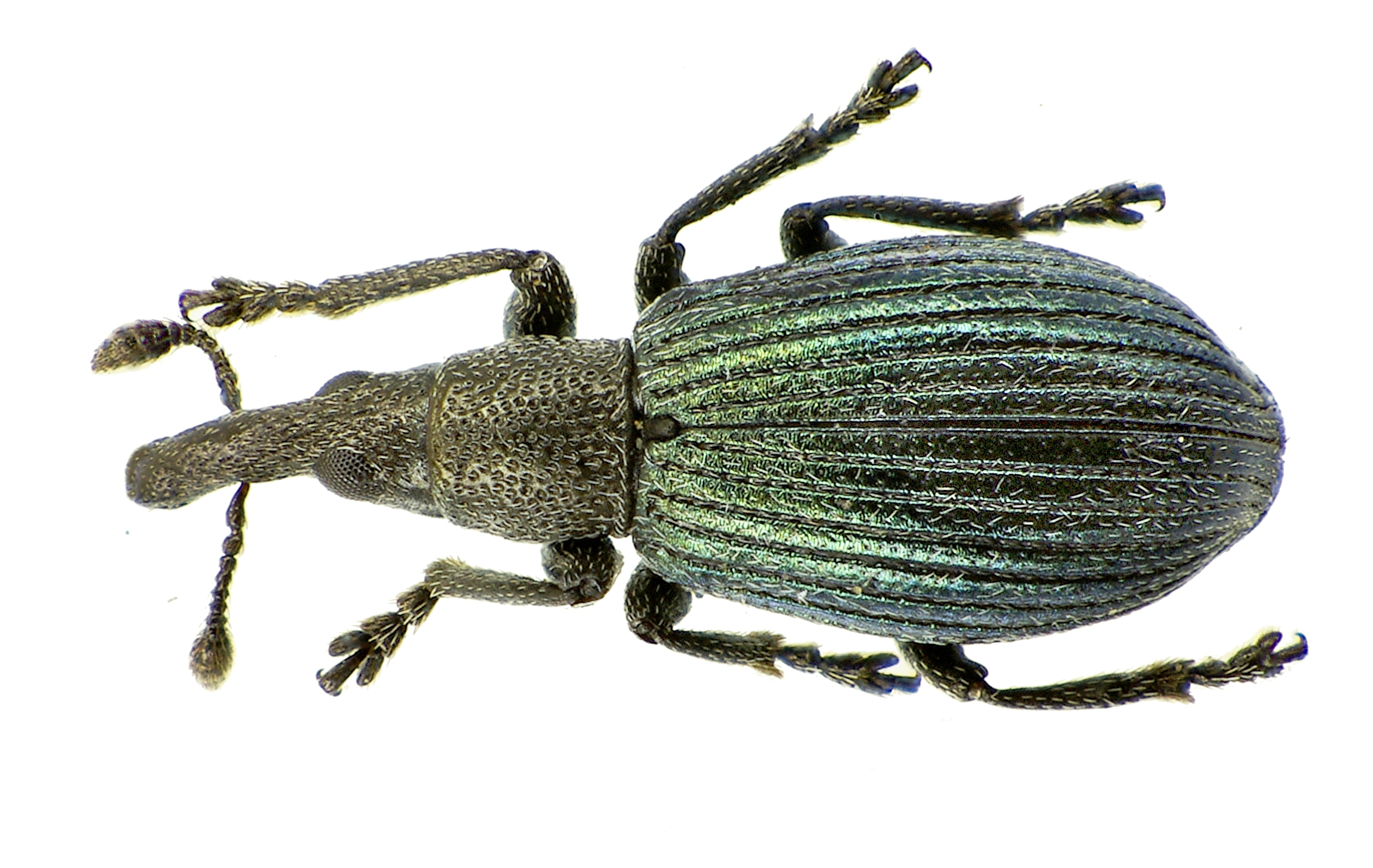
Perapion violaceum

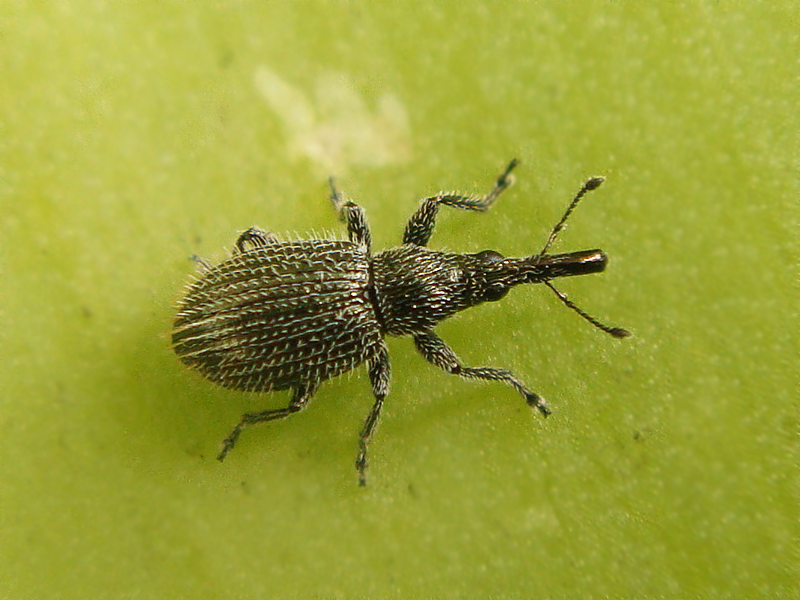
Phrissotrichum tubiferum

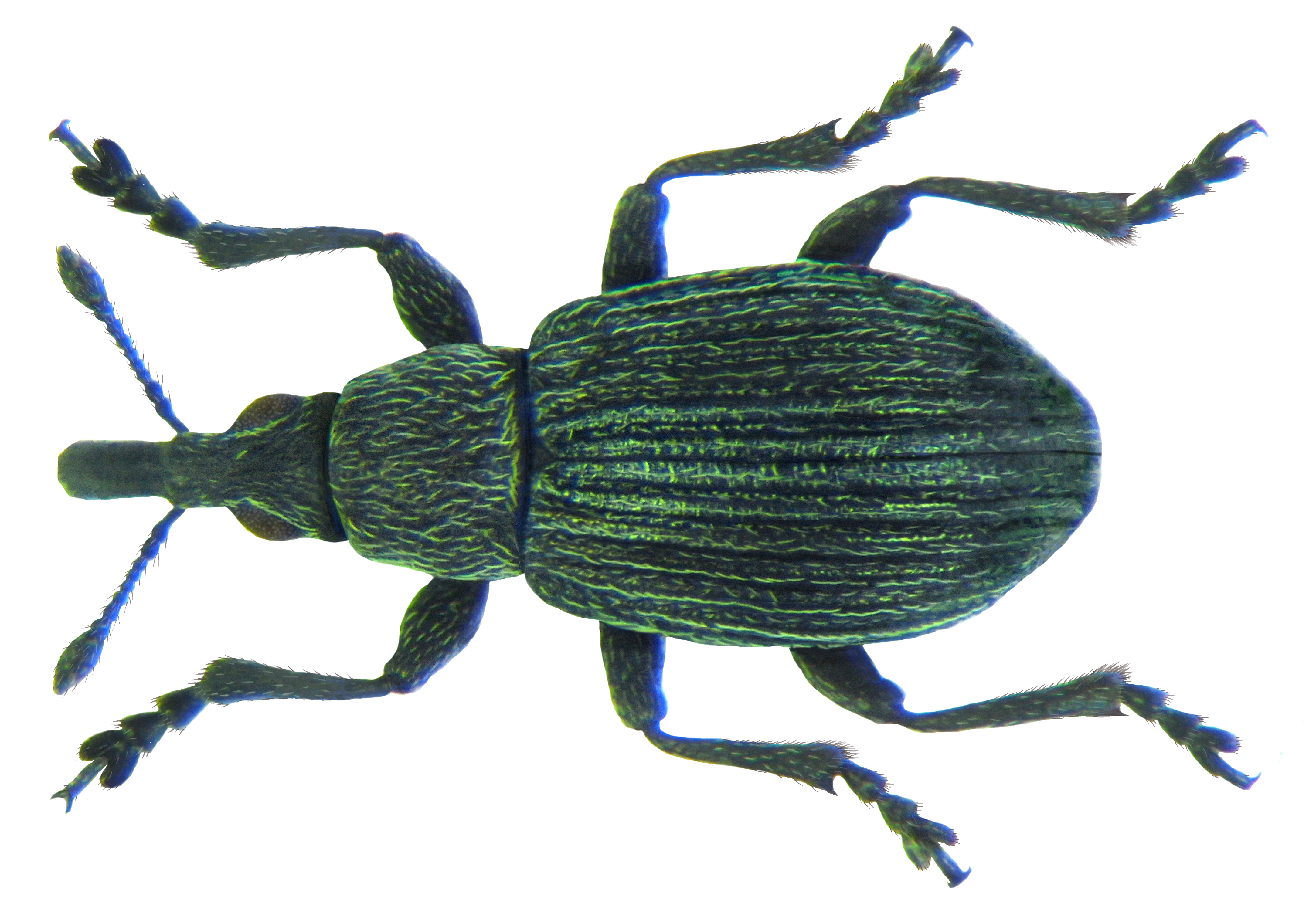
Pseudoperapion brevirostre

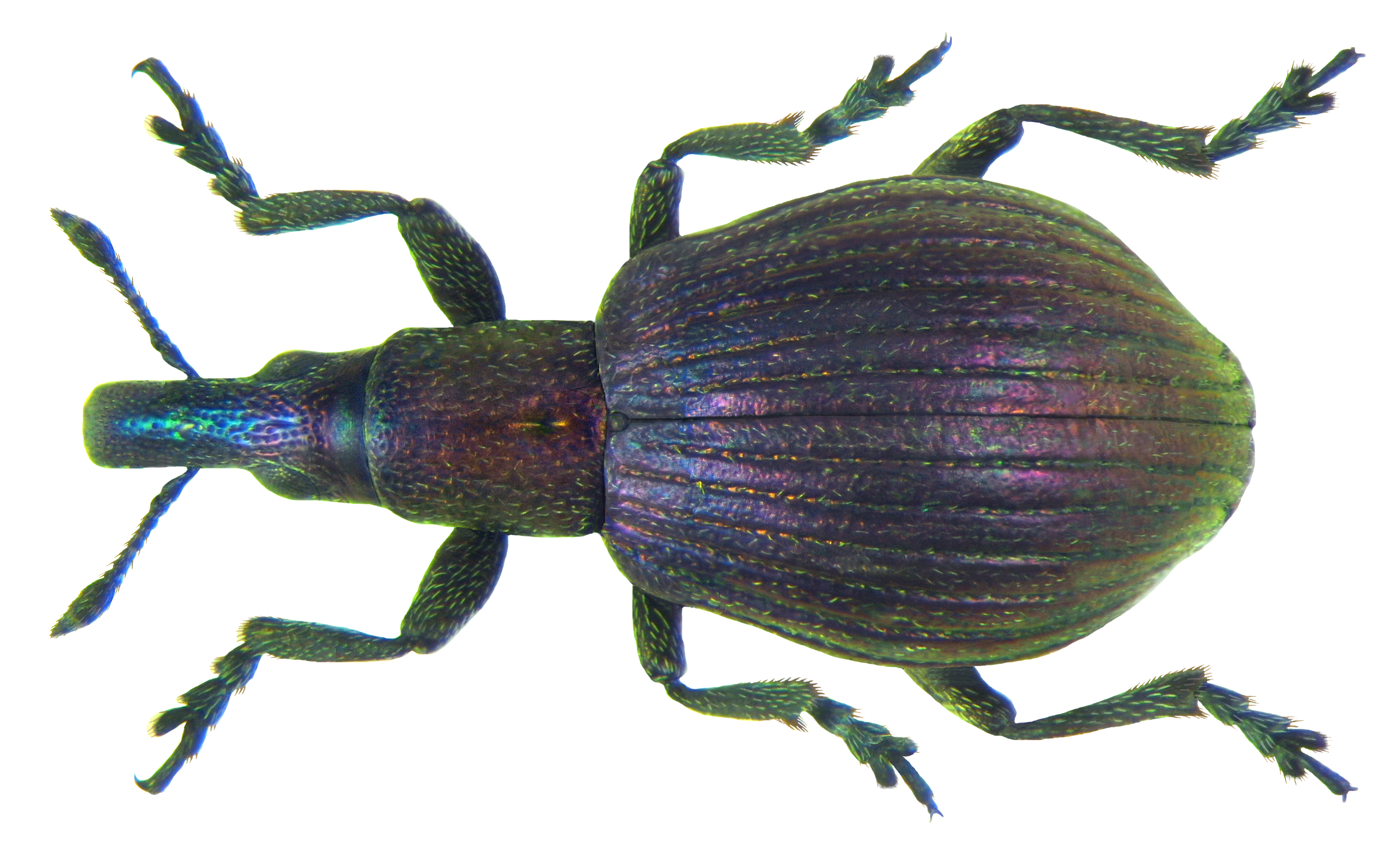
Pseudaplemonus limonii

Aplemonini lub Aplemonina – kolejno plemię lub podplemię chrząszczy z nadrodziny ryjkowców i rodziny Berntidae lub pędrusiowatych.

## Morfologia
Głowa ma osadzone w nasadowej połowie ryjka czułki zwieńczone podługowato-owalną, mocno zaokrągloną u podstawy i zaostrzoną na szczycie buławką. Kształt ryjka zazwyczaj jest prosty do lekko zakrzywionego, a rowki leżą po jego spodniej stronie.
Przedplecze ma owłosienie ustawione dośrodkowo, a tylną krawędź prostą lub pośrodku lekko ku tarczce wysuniętą, ale nigdy dwufalistą. Kształt pokryw najczęściej jest podługowato-owalny do gruszkowatego. Wyrostek dość krótkiego śródpiersia jest krótki i trójkątny, zaś wyrostek zapiersia bywa od trójkątnego po długi i cienki. Biodra środkowej pary stykają się ze sobą.
Y-kształtne spiculum gastrale ma ramiona krótsze od trzonka (manubrium), niekiedy z zesklerotyzowaną błoną pomiędzy nimi. Genitalia samca mają tegmen o rozdzielonych płatach parameroidalnych, jedynie na szczytach błoniastych, na szczytach, bokach i pośrodku porośniętych mikroszczecinkami, czasem też zaopatrzonych w makroszczecinki. Prostegium jest wykrojone. Środkowy płat edeagusa (prącie) jest spłaszczone, o zrośniętych nasadowo temonach.

## Rozprzestrzenienie
Większość gatunków występuje w Starym Świecie. Przedstawiciele dwóch rodzajów znani są z nearktycznej Ameryki Północnej. W Polsce stwierdzono przedstawicieli rodzajów: Aizobius, Helanthemapion, Perapion, Pseudoperapion i Pseudopstenapion (zobacz: pędrusiowate Polski).

## Taksonomia
Takson ten utworzony został w 1968 roku przez Davida G. Kissingera. Jego definicja znacząco zawężona została w 1990 roku przez Miguela A. Alonsa-Zarazagę.
W systematyce P. Boucharda i współpracowników z 2011 roku, stosowanej również w bazie BioLib.cz, takson ten ma rangę podplemienia i klasyfikowany jest w plemieniu Apionini, nadplemieniu Apionitae, podrodzinie pędrusiowatych i rodzinie Brentidae. Z kolei w klasyfikacji stosowanej na Fauna Europaea oraz Biodiversity Map ma on rangę plemienia i należy do podrodziny Apioninae i rodziny pędrusiowatych (Apionidae).
W obu przypadkach takson ten obejmuje rodzaje:
- Aizobius Alonso-Zarazaga, 1990
- Cistapion Wagner, 1924
- Helianthemapion Wagner, 1930
- Onychapion Schilsky, 1901
- Osellaeus Alonso-Zarazaga, 1990
- Perapion Wagner, 1907
- Phrissotrichum Schilsky, 1901
- Pseudaplemonus Wagner, 1930
- Pseudoperapion Wagner, 1930
- Pseudostenapion Wagner, 1930